# Bonsall (Californië)
Bonsall is een plaats (census-designated place) in de Amerikaanse staat Californië, en valt bestuurlijk gezien onder San Diego County.

## Demografie
Bij de volkstelling in 2000 werd het aantal inwoners vastgesteld op 3401.

## Geografie
Volgens het United States Census Bureau beslaat de plaats een oppervlakte van
35,2 km², waarvan 34,9 km² land en 0,3 km² water. Bonsall ligt op ongeveer 108 m boven zeeniveau.

## Plaatsen in de nabije omgeving
De onderstaande figuur toont nabijgelegen plaatsen in een straal van 16 km rond Bonsall.